# René Moawad
René Moawad (en arabe : رينيه معوض), né le 17 avril 1925 à Zghorta et mort le 22 novembre 1989 à Beyrouth, est un homme politique libanais. Il a été président de la République libanaise pendant 17 jours en 1989, du 5 au 22 novembre, jour où il a été assassiné.  Chrétien maronite connu pour ses points de vue modérés, Moawad avait donné à quelques citoyens l'espoir que la longue guerre civile au Liban pourrait être finie. Elias Hraoui lui a succédé.

## Biographie

### Éducation
René Moawad a commencé sa scolarité à l'école De-La-Salle à Tripoli, avant de poursuivre ses études secondaires au collège Saint Joseph (en) à Antoura. Il obtient son diplôme de droit en 1947 de l'université Saint-Joseph à Beyrouth et rejoint le cabinet juridique d'Abdallah al-Yafi, ancien Premier ministre, avant d'ouvrir son propre cabinet juridique à Tripoli en 1951.

### Carrière politique
René Moawad fait ses premiers pas en politique en 1951, quand il se porte candidat, sans succès, au siège de député de la ville de Zghorta au Parlement libanais. Malgré la défaite, cette élection lui permet de nouer une alliance stratégique importante avec le puissant clan de la famille Frangié, qui dominait la politique locale à Zghorta. Il est plus tard élu à l'Assemblée nationale en 1957, puis réélu en 1960, 1964, 1968, et 1972 (la guerre civile libanaise qui fait rage entre 1975 et 1990 empêche les élections de se dérouler par la suite).
En 1952, René Moawad est brièvement arrêté et détenu à Aley pour avoir participé au soulèvement national qui pousse à la démission le président Bechara El-Khoury, premier président après l'indépendance du Liban. Il se brouille également avec le successeur d'El-Khoury, Camille Chamoun, quand ce dernier tente un changement constitutionnel pour prolonger la limite de six ans de son mandat présidentiel, qui devait expirer en 1958. Il part alors en exil à Lattaquié, en Syrie,  exil durant lequel il remporte sa première élection à l'Assemblée nationale.
René Moawad devient alors un fervent partisan du successeur de Chamoun, Fouad Chéhab. Il préside la commission des finances, ainsi que la commission des lois du parlement. Il est ministre des Postes et Télécommunications dans le gouvernement du Premier ministre Rachid Karamé (lui aussi partisan de Chehab) du 31 octobre 1961 jusqu'au 20 février 1964.  Il est plus tard ministre de la Fonction publique, encore avec Karamé comme Premier ministre, mais sous la présidence de Charles Helou, successeur de Chehab. En 1970 pourtant, il rompt avec le camp de Chehab à l'élection présidentielle pour soutenir son vieil allié Soleimane Frangié contre le candidat chehabiste, Elias Sarkis.  Frangié remporte l'élection avec une unique voix d'avance.
Le 25 octobre 1980, Moawad revient au gouvernement du Premier ministre Chafic Wazzan comme ministre de l'Éducation et des Arts, sous la présidence d'Elias Sarkis (qui succède à Frangié en 1976). Il occupera ce poste jusqu'à l'expiration du mandat de Sarkis le 24 septembre 1982. La solidité de son alliance avec Soleimane Frangié sera mise à rude épreuve cette année-là, quand Moawad vote en faveur de Bachir Gemayel, l'ennemi de Frangié, pour la présidence. Malgré la colère de Frangié, leur amitié survit à l'épreuve.

#### Élection et assassinat
Conformément aux accords de Taef mettant fin à la guerre civile, l'assemblée nationale se réunit le 5 novembre sur la base aérienne de Qoleiat (en) dans le nord du Liban et élit Moawad comme président, le premier depuis qu'Amine Gemayel s'est retiré au terme de son mandat 409 jours plus tôt en 1988. Dix-sept jours plus tard, alors qu'il rentrait de cérémonies commémorant l'indépendance du Liban le 22 novembre 1989, une voiture piégée explose au passage du convoi de Moawad à Beyrouth-Ouest, le tuant ainsi que vingt-trois autres personnes.
Aucune enquête sérieuse n'a été menée sur cet attentat et l'identité et les motivations des auteurs sont toujours sujets à débat. Certains, notamment sa veuve Nayla Moawad, ont désigné la Syrie : bien qu'élu avec le soutien du régime syrien de Hafez el-Assad, René Moawad refusait d'être son homme de paille. Lors de la manifestation de la révolution du Cèdre contre l'occupation de la Syrie le 14 mars 2005, Nayla Moawad déclare : « L'indépendance du Liban est pleinement revenue le 14 mars, et le 14 mars j'ai pris ma revanche pour l'assassinat (de mon mari). »

### Vie privée
René Moawad est le fils d'Anis Bey Moawad, maire de la municipalité de Zghorta. En 1965, il se marie avec Nayla el-Khoury, issue de la famille de Béchara el-Khoury, un concurrent et opposant de la famille Moawad. En dépit de l'animosité historique entre les deux familles, et aussi du fait qu'elle était plus jeune que lui de 15 ans, le mariage a été de toute évidence heureux. Leur fille Rima, née en 1966, est une avocate diplômée de Harvard aux États-Unis, tandis que leur fils Michel, né en 1972, est un avocat et homme d'affaires diplômé de l'université de la Sorbonne à Paris.
Sa veuve a fondé la fondation René-Moawad, ayant pour but le dialogue, la paix et la justice sociale. Nayla Moawad est élue à l'Assemblée nationale en 1992. Elle est membre de l'opposition contre la présence militaire syrienne au Liban. En 2004, elle annonce sa candidature pour la présidence afin de succéder à Émile Lahoud, dont le mandat était censé s'achever en novembre ; mais l'Assemblée nationale ayant cédé aux pressions syriennes, elle prolonge Émile Lahoud au poste de président pour trois ans supplémentaires.
De juillet 2005 à juin 2009, Nayla Moawad est ministre des Affaires sociales au sein du gouvernement de Fouad Siniora. Elle est membre des Forces du 14-Mars (Alliance du 14 Mars).
Le fils de René Moawad, Michel, est aussi actif en politique. Il est membre du comité de suivi du rassemblement du 14 mars et a fondé en 2006 un parti politique, « Mouvement de l'indépendance » (Harakat Al-Istiklal).

## Hommages
- Le jardin René-Moawad de Beyrouth lui rend hommage.